# جيلكو ريبراتشا
جيلكو ريبراتشا (بالصربية: Жељко Ребрача) مواليد 9 أبريل 1972 في أباتين، جمهورية صربيا الاشتراكية، هو لاعب كرة سلة صربي سابق بدأ مسيرته الاحترافية في سنة 1990. تم اختياره من قبل فريق سياتل سوبرسونيكس خلال الدرافت. مثّل منتخب بلاده. شارك في دورة الألعاب الأولمبية الصيفية سنة 1996. حقق المركز الأول في بطولة كأس العالم لكرة السلة 1998. اعتزل اللعب في 2007. أحرز خلال مسيرته في الإن بي إيه 1276 نقطة بمعدل 5.9 نقاط في المباراة الواحدة.

## المسيرة الاحترافية
لعب مع تريفيزو لكرة السلة في الدوري الإيطالي من سنة 1995 إلى 1999، ثم لعب مع ديترويت بيستونز من سنة 2001 إلى 2004، ثم لعب مع أتلانتا هوكس في سنة 2004، ثم لعب مع لوس أنجلوس كليبرز من سنة 2004 إلى 2007، ثم لعب مع فالنسيا باسكت في الدوري الإسباني في سنة 2007.

## الميداليات
| الميدالية | المسابقة                         |
| --------- | -------------------------------- |
| فضية      | الألعاب الأولمبية الصيفية 1996   |
| ذهبية     | بطولة كأس العالم لكرة السلة 1998 |
| ذهبية     | بطولة أمم أوروبا لكرة السلة 1995 |
| ذهبية     | بطولة أمم أوروبا لكرة السلة 1997 |

## روابط خارجية
- جيلكو ريبراتشا على موقع الاتحاد الدولي لكرة السلة (الإنجليزية)
- جيلكو ريبراتشا على موقع إن بي أي (الإنجليزية)
- جيلكو ريبراتشا على موقع سبورتس رفرنس (الإنجليزية)
- جيلكو ريبراتشا على موقع الدوري الإسباني لكرة السلة (الإسبانية)
- جيلكو ريبراتشا على موقع كرة السلة الأوروبية.كوم (الإنجليزية)
- جيلكو ريبراتشا على موقع ريلجم (الإنجليزية)
- جيلكو ريبراتشا على موقع بروبوليرز (الإنجليزية)
- جيلكو ريبراتشا على موقع سبورتس رفرنس (الإنجليزية)
- جيلكو ريبراتشا على موقع أوليمبيديا (الإنجليزية)